# Delphine Chanéacová
Delphine Chanéacová (* 14. listopadu 1978 Valence) je francouzská herečka, zpěvačka a spisovatelka.

## Biografie
Od patnácti let se živila jako modelka, hrála menší role v seriálech St. Tropez, Julie Lescautová, Škola života a dalších. První velkou filmovou úlohu měla roku 2005 v komedii Brice de Nice, hrála také ve snímcích Růžový panter a Verso. Největší úspěch slavila s rolí mutantky Dren v kanadské sci-fi Splice (režie Vincenzo Natali), za kterou dostala Vancouver Film Critics Award. Od roku 2012 hraje v akčním seriálu  Kurýr.
Působí jako diskžokejka, spolupracuje se zpěvákem a skladatelem Calim.
Je autorkou románů La nuit, mon père me parle (Éditions Michel Lafon, Paříž 2007, ISBN 978-2749905969) a Ce qu'il reste de moi (Éditions l'Archipel, Paříž 2010, ISBN 978-2809802344).